# Molino de Aderholdt
El Molino de Aderholdt es un molino hidráulico construido alrededor de 1836 cerca de Jacksonville, Alabama, Estados Unidos. 

## Historia
El molino de ladrillos de 2-1/2 pisos está construido en la ladera de una colina, originalmente con una rueda hidráulica, reemplazada por una turbina inferior alrededor de 1936. Fue construido por Thomas Crutchfield para Thomas Riley Williams en una rama de Little Tallasseehatchie Creek por $2000, reemplazando un molino que se había quemado. Fue vendido en 1853 a James A. Stevenson. Después de una serie de transacciones, el molino fue comprado por James E. Aderholdt, quien lo operó con la nueva turbina hasta 1976. El molino y su maquinaria permanecen intactos.
El molino de Aderholdt fue incluido en el Registro Nacional de Lugares Históricos el 29 de diciembre de 1988.